# Brug 1913
Brug 1913 is een vaste brug in Amsterdam Nieuw-West.
De brug, alleen bestemd voor voetgangers en fietsers, is gelegen in het Brettenpad in de Brettenzone, een groenstrook direct ten noorden van de Haarlemmertrekvaart. Door de groenstrook lopen diverse fiets- en wandelpaden, langs genoemd pad staat de beeldengroep Beeldenroute Brettensuite van Herbert Nouwens. De brug ligt tussen de beelden 15 en 16; de beelden zijn daarbij vermoedelijk groter dan de brug zelf.
Deze brug dateert waarschijnlijk al van voor de tijd dat het natuurgebied Lange Bretten was aangelegd; ze zou uit 1983 stammen. De brug is ontworpen door de firma Haasnoot Bruggen BV, die tal van bruggen in Amsterdam Nieuw-West ontwierp. De brug was geheel van geïmpregneerd onbeschilderd hout, met houten brugpijlers, houten leuningen etc.
In 2018 werd de brug afgesloten en vernieuwd. Het Brettenpad dat over de brug voert was vanaf de Australiëhavenweg afgezet. De nieuwe brug werd wel beschilderd; ze is wit.
<<< · 1900 · 1901 · 1902 · 1904 · 1906 · 1907 · 1908 · 1909 · 1910 · 1911 · 1913 · 1914 · 1915 · 1916 · 1917 · 1919 · 1920 · 1922 · 1923 · 1925 · 1927 · 1929 · 1930 · 1931 · 1932 · 1933 · 1935 · 1936 · 1937 · 1938 · 1939 · 1940 · 1941 · 1942 · 1944 · 1945 · 1946 · 1947 · 1948 · 1949 · 1950 · 1951 · 1952 · 1953 · 1954 · 1955 · 1956 · 1957 · 1958 · 1959 · 1960 · 1961 · 1962 · 1963 · 1964 · 1965 · 1966 · 1967 · 1968 · 1969 · 1970 · 1971 · 1972 · 1973 · 1974 · 1975 · 1976 · 1977 · 1978 · 1979 · 1980 · 1981 · 1982 · 1983 · 1984 · 1985 · 1986 · 1987 · 1988 · 1989 · 1990 · 1991 · 1992 · 1993 · 1994 · 1995 · 1996 · 1997 · 1998 · 1999 · >>>
Brugnummers 1903, 1905, 1912, 1918, 1921, 1924, 1926, 1928, 1934, 1943 zijn niet (meer) in gebruik (januari 2021)